# Diacyclops tantalus
Diacyclops tantalus – gatunek widłonoga z rodziny Cyclopidae, nazwa naukowa gatunku została po raz pierwszy opublikowana w 1937 roku przez niemieckiego zoologa Friedricha Kiefera. 